# Jakub Loewin
Jakub Loewin (ur. 13 czerwca 1899 w Sołotwinie, zm. ?) – żołnierz Legionów Polskich i Wojska Polskiego.

## Życiorys
Urodził się 13 czerwca 1899 w Sołotwinie. Był synem Leona i Reginy z domu Rosner. Po wybuchu I wojny światowej wstąpił do Legionów Polskich. Podjął służbę w III batalionie uzupełniającym, następnie od 26 sierpnia 1914 służył w 4 kompanii 6 pułku piechoty w składzie III Brygady. Brał udział w kampanii wołyńskiej. Od 1916 przebywał na leczeniu, a pod koniec listopada tego roku został zwolniony ze służby frontowej w Legionach i pracował w służbie na tyłach. W lutym 1918 został internowany przez Austriaków. Po odzyskaniu przez Polskę niepodległości został przyjęty do Wojska Polskiego. Brał udział w obronie Lwowa podczas wojny polsko-ukraińskiej oraz w wojnie polsko-bolszewickiej. Po wojnie w 1920 został przeniesiony w stan nieczynny.

## Ordery i odznaczenia
- Krzyż Niepodległości
- Srebrny Krzyż Zasługi (1938)[1]
- Medal Pamiątkowy za Wojnę 1918–1921
- Odznaka Honorowa „Orlęta”
- Odznaka pamiątkowa 6 pułku piechoty
- Krzyż za Wilno